# Helina emdeni
Helina emdeni är en tvåvingeart som beskrevs av Adrian C. Pont 1980. Helina emdeni ingår i släktet Helina och familjen husflugor.
Artens utbredningsområde är Kenya. Inga underarter finns listade i Catalogue of Life.